# Franklin B. Zimmerman
Franklin Bershir Zimmerman, né le 20 juin 1923 à Wauneta (en) au Kansas, est un musicologue et chef d'orchestre américain.
Il est l'auteur de nombreux ouvrages concernant la musique baroque, et particulièrement sur le compositeur anglais Henry Purcell.

## Biographie
Franklin Bershir Zimmerman nait le 20 juin 1923 à Wauneta (en) au Kansas. Il grandit en Arizona, dans la région des monts Santa Catalina. À l'âge de 17 ans, il s'engage dans l'armée américaine pendant la Seconde Guerre mondiale. Après avoir servi dans le Pacifique Sud, il obtient un doctorat à l'Université de Californie du Sud en 1958. Il devient professeur de musique au Dartmouth College (1964-1967), puis à l'Université du Kentucky (1967-1968) et enfin à l'Université de Pennsylvanie à partir de 1968. Il est professeur émérite de cette université. En 1968, il fonde le Pennsylvania Pro Musica ensemble.
Il est surtout connu pour son répertoire exhaustif des œuvres de Purcell, considéré comme « l'une des contributions majeures à l'étude de Purcell  ». Chaque œuvre de son répertoire est numérotée et précédée par la lettre « Z » qui correspond à la première lettre de son nom de famille : Zimmerman.

## Sélection d’œuvres
- (en) Henry Purcell, 1659-1695 : an analytical catalogue of his music, Macmillan, 1963, XXIV-576 p. (ISBN 978-0333034743, OCLC 460767948).
- (en) Henry Purcell, 1658-1695 : his life and times, Macmillan, 1967, XVII-429 p. (ISBN 978-0812211368, OCLC 254637905).
- (en) Henry Purcell, 1659-1695: Melodic and Intervallic Indexes to His Complete Works, Smith-Edwards-Dunlap, 1975, X-133 p. (ISBN 9780844300689).